# K.u.k. Verkehrstruppenbrigade

Behelfsbrückenbau 1913 mit Schnellzuglok Reihe 9

Kriegsbrückenbaumanöver

Die k.u.k. Verkehrstruppenbrigade (kurz auch: k.u.k. Heeresbahn) war ein Verband der Gemeinsamen Armee Österreich-Ungarns und setzte sich aus verschiedenen Spezialeinheiten zusammen.

## Geschichte
Das Kommando wurde mit kaiserlicher Entschließung vom 7. Oktober 1909 gegründet und stand zunächst unter dem Befehl von Generalmajor Leopold Schleyer (1858–1920; ab 1912 bzw. 1918 Leopold von Schleyer bzw. Freiherr von Pontemalghera).
Der Schaffung der k.u.k Verkehrstruppenbrigade ging die Gründung des k.u.k. Eisenbahn- und Telegrafenregimentes am 11. Juli 1883 voraus. Bereits 1860 richtete der Generalstab ein „Büro für Eisenbahn-, Dampfschiffahrt- und Telegraphenwesen“ ein. 1912 erfolgte die Aufteilung in ein eigenes Eisenbahn- und Telegraphenregiment.

## Gliederung
Trotz ihrer Zuteilung war die Verkehrstruppenbrigade für alle Teile der Österreichisch-Ungarischen Landstreitkräfte zuständig. Sie gehörte nicht zur Pioniertruppe.
Die Brigade setzte sich zusammen aus:
- Brigadekommando (Wien VII. Bez. Mariahilfer Straße 22, Stiftskaserne)

Kommandant: Feldmarschalleutnant Wenzel Tertain
- Eisenbahnregiment

Korneuburg (Erzherzog Albrecht- und Klosterkaserne): 3 Bataillone, Ersatzbataillonskader, Eisenbahnersatzkader, Lokomotivenfeldbahnkader
Krakau, Przemyśl und Pola: Festungsfeldbahnkader
Ergänzungsbereiche: Aus allen Korps ausgenommen XIV (Innsbruck) und der Bereich Ragusa
Kommandant: Oberst Ernst Schaible
Stabsoffiziere: Oberst Ferdinand Kopřiva, Oberstlt. Otto Roth, Oberstlt. Gustav Franzl, Major Karl Mayer, Major Ladislaus Mišek, Major Moritz Kojetinsky, Major Karl Bassi, Major Friedrich Reseek, Major Anton Schwarz, Major Edmund Müller
- siehe auch: → K.u.k. Militär-Seilbahnen

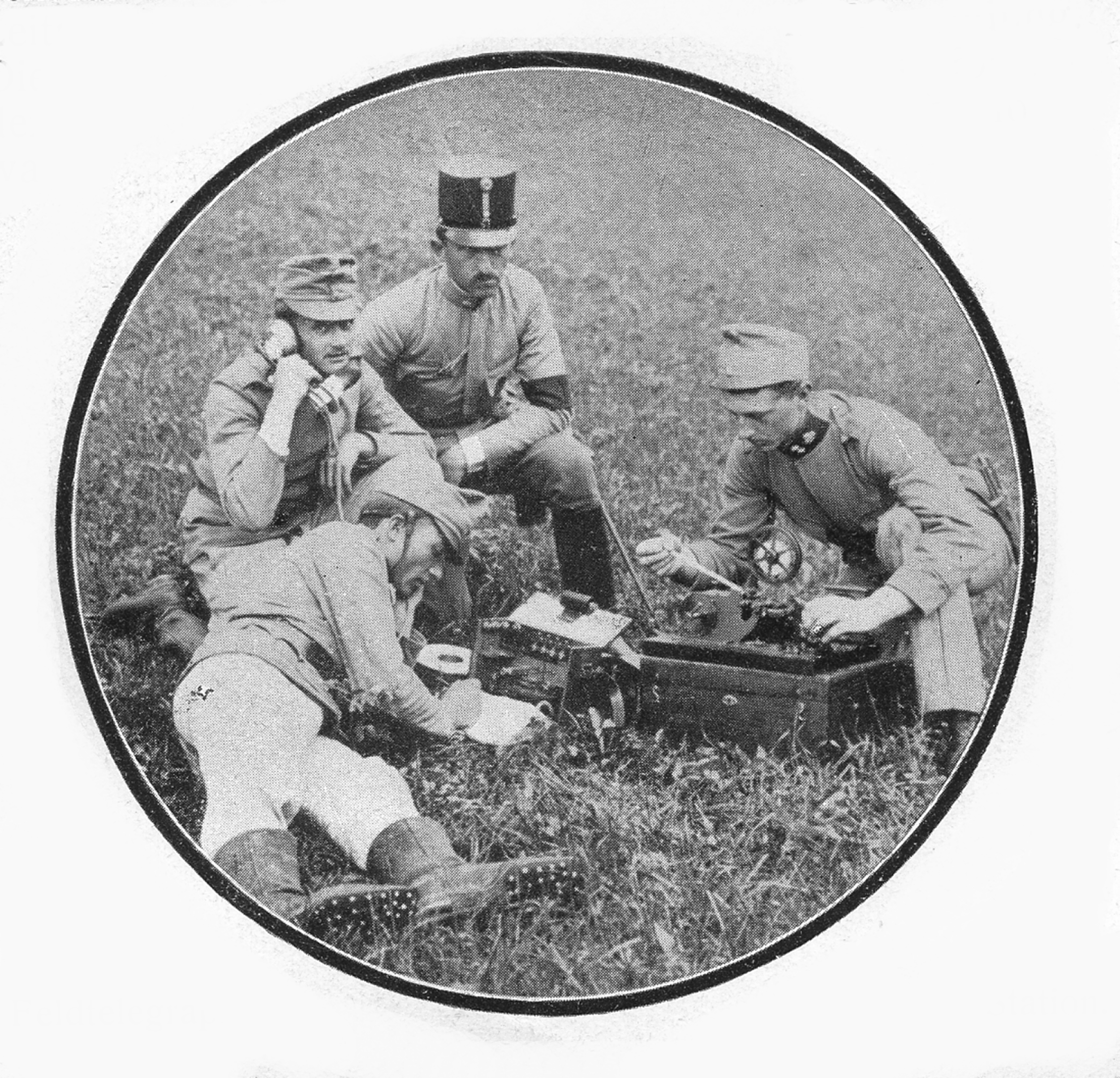
Feldtelegraphenstation im Manöver um 1910

- Telegraphenregiment

Sankt Pölten I. und IV. Baon, Ersatzbataillonskader, Radioabteilung, Materialverwaltung (Landwehrkaserne)
Sopron: II. Baon
Korneuburg: III.Baon
Ergänzung erfolgt unbeschränkt aus allen Landesteilen
Kommandant: Oberst Franz Stransky von Stranograd
Stabsoffiziere: Oberstlt. Moritz von Partyka, Major Karl Kula, Major Eduard Moro, Major Gustav Müller, Major Maximilian Veltze, Major Maximilian Freiherr von Gussich
- Luftschifferabteilung

Kommando in Wien (X. Bezirk „Arsenal“ Objekt IX)
Gerät und Ausbildungsabteilung Truppenübungsplatz Felixdorf
Kommandant: Oberstleutnant des Geniestabes Emil Uzelac
- Automobilabteilung

Kommando, Gerät und Ausbildungsabteilung in Klosterneuburg
Kommandant: Hauptmann im Sappeurbataillon 14 Maximilian Bulla
- Ständiger Infanterietelegraphenkurs

Tulln (Kaiser Franz Josef-Kaserne)
Kommandant: Hauptmann im Telegraphenregiment Hugo Kaplon
- Ständiger Kavallerietelegraphenkurs

Tulln (Kaiser Franz Josef-Kaserne)
Kommandant: Rittmeister im Dragoner-Regiment 6 Alexander Ritter von Tabora

## Bemerkungen
1. ↑  Alle Angaben beziehen sich auf August 1914
2. ↑  Johann Bartl, Richard Heinersdorff: Eisenbahn- und Telegraphenregiment. Album-Verlag, Wien 2010, ISBN 978-3-85164-175-2.
3. ↑  Österreichisch abgekürzt für Bataillon